# 박상면의 전파왕
《박상면의 전파왕》(이하 전파왕)은  현재 SBS에서 방영하는 드라마, 예능, 음악 등 다양한 프로그램에 대한 핫이슈 및 비하인드 스토리, 그리고 과거에 방영되었던 관련 프로그램에서 등장했던 핫이슈 등을 짚어보는 연예정보 프로그램이다.
한편, 이 프로그램은 배우 박상면과 걸그룹 씨스타의 보라, 슈퍼모델 윤다영이 공동 진행을 맡았으나 취약 시간대 방송으로 인한 시청률 때문에 고전을 면치 못하자 14회(2013년 3월 22일)부터 김환 아나운서가 새 MC로 발탁되면서 제목도 <전파왕>으로 변경되었지만 결국 19회(2013년 4월 26일) 만에 막을 내려야 했다. 

## 진행자
- 박상면 (첫 회 ~ 2013년 3월 15일)
- 김환 (2013년 3월 22일 ~ 마지막회)
- 보라
- 윤다영

## 제작 인원
- 기획: 민인식
- 연출: 윤태욱
- 조연출: 이재관
  - 웹 기획: 박성수, 박소라
  - 웹 제작: 정혜선, 노민희, 김혜미, 전아영

## 기획 의도
- 시청자들이 프로그램 속에서 가장 궁금해 하는 이슈, 가장 보고 싶어 하는 장면을 현재와 과거의 시간을 넘나들며 sbs의 방송 콘텐츠를 재생산, 재가공하여 더욱 새롭고 흥미진진하게 소개하는 신개념 프로그램!
- 현재 sbs에서 방송하는 드라마, 예능, 음악 등 다양한 포맷의 프로그램에 대한 핫이슈, 비하인드 스토리, 메이킹 필름 등을 전달하고, 이를 통해 과거의 sbs 프로그램에서 일맥상통하는 기억이 될 만한 이슈를 되짚어 본다.

## 코너 소개
- 1.드라마 전파왕-금주에 이슈가 되었던 드라마의 명장면 베스트, 연기자 인터뷰, NG, 옥의 티 등 확보된 자료를 통해 한주간의 드라마 동향을 파악하고, 가장 이슈가 되었던 캐릭터나 상황과 연결고리를 가지고 있는 과거의 명작드라마를 선정하여 써머리(summary)로 다시 보여줌으로써 과거 톱스타의 모습을 보는 재미와 함께 그 시절의 추억과 향수까지 불러 일으키는 효과를 준다.

- 2.버라이어티 전파왕-금주에 이슈가 되었던 다양한 예능프로그램 속 명장면을 정리해서 보여주고, 그 중에서 가장 이슈가 되었던 상황이나 캐릭터, 유행어 등을 한 편 선정한다. 그리고, 그 장면과 한 핏줄로 엮을 수 있는 과거 sbs 예능프로그램의 명장면들을 선정하고 비교해서 보여준다.

- 3.뮤직 전파왕-금주에 이슈가 되었던 가수나 노래, 한류스타의 컴백이슈 및 뮤직비디오 촬영현장, 해외 한류활동 영상, 대형신인의 등장 등을 소개함으로써 한주간의 음반시장 동향을 파악하고 가장 이슈가 되었던 가수나 노래, 또는 안무나 뮤직비디오를 한편 선정하여 그 가수 또는 그 노래와 관련이 있는 과거의 음악들을 다양한 관점에서 다시 보여준다.

- 4.시청자 전파왕-<시청자 참여코너>로 이슈가 되고 있는 인기가요의 뮤직비디오 패러디(커버 뮤직비디오) 및 sbs 드라마의 예능 콘텐츠를 패러디하거나 새롭게 재구성해 만든 UCC를 공모하여 소개한다.

## 결방
- 2013년 1월 4일 - 11시 15분부터 SBS 신년 대토론 <착한성장 대한민국> 1부 편성[2]
- 2013년 1월 11일 - 11시 15분부터 SBS 신년 대토론 <착한성장 대한민국> 2부 편성[3]
- 2013년 1월 18일 -  11시 15분부터 SBS 신년 대토론 <착한성장 대한민국> 3부 편성[4]
- 2013년 3월 8일 - 12시 55분부터 <2013 ISU 세계 쇼트트랙 선수권> 남녀 1500m 중계 편성